# Svět podle Mallory
Svět podle Mallory je americký dramatický film z roku 2010, kdy měl premiéru na festivalu Sundance. Jeho režisérem byl Jake Scott a jeho producenty byli jeho otec Ridley Scott a strýc Tony Scott. Hlavní roli ve filmu hraje James Gandolfini (Doug Riley), který jede na služební cestu, při které potká prostitutku jménem Mallory.

## Obsazení
| James Gandolfini   | Doug Riley |
| Kristen Stewartová | Mallory    |
| Melissa Leo        | Lois Riley |
| Eisa Davis         | Vivian     |
| David Jensen       | Ed         |
| Kathy Lamkin       | Charlene   |
| Joe Chrest         | Jerry      |
| Ally Sheedy        | Harriet    |